# Kasteel Hemsrode

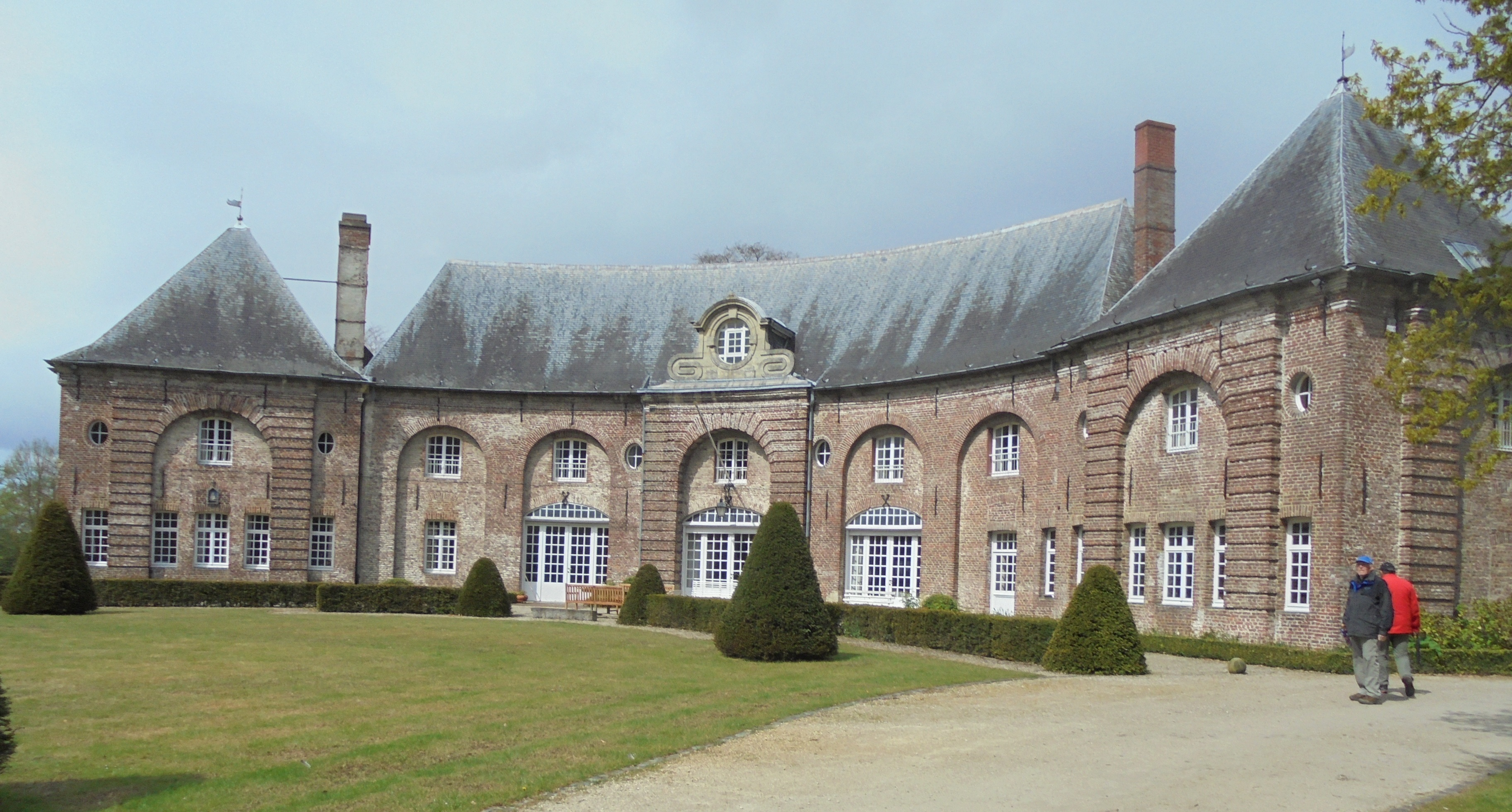
Koetshuis

Kasteel Hemsrode is een kasteel met domein in de Belgische plaats Anzegem (provincie West-Vlaanderen), gelegen aan Hemsrode 3.

## Geschiedenis
Het kasteel was de zetel van de heerlijkheid Hemsrode, de belangrijkste heerlijkheid in Anzegem, hoewel niet de dorpsheerlijkheid zijnde.

### Bezitsgeschiedenis
De eerst overgeleverde heer was Joos van Hemsrode, die in 1283 of 1284 werd vermeld. In 1344 was sprake van ene Wouter van Halewijn. De familie bleef tot 1444 eigenaar, toen de heerlijkheid verkocht werd aan Roeland van Uitkerke. Door huwelijk kwam het achtereenvolgens aan de families Van Borselen en Van Brederode. In 1536 kwam het door koop aan Jan Crombach en in 1538 aan Joris van Lummene.
In 1658 kocht Nicolaas du Jardin de heerlijkheid, welke het -toen vervallen- kasteel herbouwde in 1660. Diverse families werden eigenaar tot de heerlijkheid aan het einde van de achttiende eeuw werd aangekocht door de grafelijke familie de Thiennes. De eigendom kwam vervolgens toe aan markies Amédée de Courtebourne (1832-1876) door zijn huwelijk met gravin Astérie de Thiennes de Rumbeke (1830-1861) in 1852. De markies vergrootte in 1872 de zijvleugels en de toren. Hun enige dochter ging in het klooster en zij schonk het kasteel in 1884 aan haar neven uit de familie de Limburg Stirum, kinderen van haar tante Marie-Thérèse de Thiennes de Rumbeke (1828-1908), waardoor de eigendom in handen bleef van nakomelingen van de familie de Thiennes. Hierna werd het kasteel vererfd binnen het geslacht de Limburg Stirum tot het einde van de twintigste eeuw.
Tijdens de Tweede Wereldoorlog werd het kasteel bezet door de Duitsers en in augustus 1940 werd het door brand verwoest. De bijgebouwen, omvattende een koetshuis en personeelswoningen, werden in 1955 geschikt gemaakt voor het verblijf van de familie.

### Bouwgeschiedenis
De geschiedenis van de bouw gaat wellicht tot omstreeks 900 terug. In deze tijd werden de grachten aangelegd, waarschijnlijk vanuit de Sint-Pietersabdij te Gent.
Het goed had een neerhof met ten westen daarvan het eigenlijke kasteel, dat na verval in 1660 werd herbouwd door Nicolaas du Jardin. Het had slechts één verdieping en werd later verhoogd. Omstreeks 1870 werd aan beide zijden van het kasteel een vleugel aangebouwd, naar ontwerp van Aimable Désiré Limbourg en geïnspireerd op het kasteel van Elsegem.
Het kasteel werd in 1940 door brand verwoest, maar het koetshuis van 1640 werd in 1955 tot woonverblijf voor de eigenaars verbouwd.
Het park is geometrisch van opzet en in barokstijl uitgevoerd. Er zijn brede grachten en waterpartijen. In de 2e helft van de 19e eeuw werd ook een deel in landschapsstijl heraangelegd. Als follie werd een tempelruïne toegevoegd.